# Scheidung für Fortgeschrittene
Scheidung für Fortgeschrittene ist ein deutscher Fernsehfilm von Josh Broecker aus dem Jahr 2010 mit Mariele Millowitsch und Walter Sittler in den Hauptrollen.

## Handlung
Iris Wiedemann weiß, dass ihr Mann Jörg fremdgeht. Sie will seine Untreue nicht länger akzeptieren und denkt nach 20 Ehejahren an Scheidung. Doch dem steht eine Erbschaft im Wege, denn Jörgs gerade verstorbene Tante hat in ihrem Testament verfügt, dass ihr Vermögen nur an beide Wiedemanns geht, wenn sie ein intaktes Familienleben vorweisen können. Sollte ein Partner die Scheidung einreichen, würde das Erbe automatisch dem anderen zufallen. Da sie Jörg das Geld nicht gönnt, will sie ihn mit ihrem Charme und ihrer Intriganz dazu treiben, die Scheidung einzureichen. Doch Jörg hat es gar nicht so eilig auszuziehen, denn er hat sich mit seiner Freundin überworfen, weil sie ihn gleich mit ihrem Babywunsch überfallen hat, als er ihr mitteilte, sich bald von seiner Frau zu trennen. Iris redet umgehend mit Jörgs neuer Flamme und will ihr die richtigen Tipps geben, damit er schleunigst bei ihr einzieht. Doch auch Jasmin ist verärgert und will ihn nun auch nicht mehr.
Da Jörg also nicht freiwillig auszieht, ergreift Iris einige drastische Maßnahmen. Zunächst verstellt sie seine Uhr, sodass er zu spät zu einem Meeting kommt, entfernt Benzin aus seinem Motorrad, sperrt seine Kreditkarte, sodass er nicht tanken kann. Auf der Bank erfährt er, dass Iris ihr gemeinsames Konto gekündigt hat und sein Chef hält ihn für dermaßen unorganisiert, dass er ihre gemeinsame Partnerschaft in Frage stellt.
Nachdem Jörg dahinterkommt, welchen Plan Iris verfolgt, will er um jeden Preis an seiner Ehe festhalten. Damit beginnt ein wahrer Rosenkrieg. Als Nächstes verstellt Iris ihm seinen Farberkenner, mit dessen Hilfe der farbenblinde Ehemann täglich seine Kleidung zusammenstellt. Somit kommt er lächerlich unpassend und bunt gekleidet zum nächsten Meeting. Aus Rache fährt er mit dem Rasentraktor über das schöne Blumenbeet im Garten, auf das Iris so stolz war. Iris wiederum stellt Jörgs Motorrad online zum Verkauf, woraufhin er ihre Firmen-Webseite löscht. Doch auch für Jörg geht es beruflich nicht gerade bergauf, denn sein Chef verlängert ihm wegen seiner Unorganisiertheit seinen Vertrag nicht.
Zu Hause haben Iris und Jörgs Kinder die ewige Streiterei ihrer Eltern satt. Sie flüchten zu ihren Großeltern und fordern, dass endlich wieder normale Verhältnisse eintreten. Iris hat ein Einsehen und schickt ihren Scheidungsantrag ab. Zeitgleich will auch Jörg, dass seine Kinder nicht weiter leiden und schickt ebenfalls einen Scheidungsantrag auf die Reise. Anschließend packt er seine Sachen und will ausziehen. Da sie nun aber beide nach der Scheidung trachten, würde die Erbschaft an den Tierschutzbund fallen. Das wollen sie natürlich auch nicht und versuchen krampfhaft, ihre Anträge vom Gericht zurückzuholen. Weil man die ihnen nicht geben will, werden sie handgreiflich und in der Folge inhaftiert. Zusammen in einer Zelle haben sie Zeit und Muße über alles zu reden und sich auch an die schönen Zeiten ihrer Ehe zu erinnern. Anstatt sich Vorwürfe zu machen, gehen sie aufeinander zu. Ihre Scheidung hat sich damit zerschlagen und sie halten an ihrer Ehe fest. Mit der Aussicht auf die Erbschaft, fällt ihnen das noch leichter.

## Hintergrund
Scheidung für Fortgeschrittene wurde von Cologne Film GmbH produziert und am 5. April 2010 zur Hauptsendezeit im ZDF erstgesendet, wo er von 5,59 Millionen (15,5 % Marktanteil) Zuschauer verfolgt wurde. 

## Kritik
Rainer Tittelbach von tittelbach.tv meinte: „Einen Rosenkrieg auf gut kölsche Art – dargeboten als perfekt geöltes Komödien-Maschinchen. Der Autorin fällt immer wieder eine geschickte Wendung ein und verzichtet auf falsche Romantik. In „Scheidung für Fortgeschrittene“ vereinen sich die narrativen Qualitäten einer guten 90-minütigen Filmkomödie und die handwerklichen Vorzüge einer gut strukturierten Comedy. Starke Wortgefechte, gagreiche Montage, Klasse-Soundtrack.“
Für Kino.de wertete Tilmann P. Gangloff: „Die Geschichte [bietet] großartige Gelegenheiten zum nuancierten Zusammenspiel“ der Akteure. „Die immer wieder überraschende Dramaturgie, die erfrischend boshaften Dialoge, dazu ein paar fröhliche Seitenhiebe auf Köln, Kirche und Karneval, schließlich noch überzeichnete Nebenfiguren wie etwa ein Elternpaar, das sich als regelrechte Empathiemonster entpuppt: eine sehenswerte, äußerst unterhaltsame Komödie.“
Prisma urteilte: „Regisseur Josh Broeker hat diesen reichlich konstruierten und vorhersehbaren Spaß ganz auf sein Hauptdarsteller-Duo Mariele Millowitsch und Walter Sittler zugeschnitten. Allerdings zeigen sich die beiden längst nicht so gut aufgelegt wie in ihren gemeinsamen Erfolgsserien ‚girl friends  Freundschaft mit Herz‘ und ‚Nikola‘.“
TV Spielfilm vergab für den Film mit einem Daumen nach oben die bestmögliche Wertung, er sei etwas konstruiert, aber „schmissige Dialoge“ und das aus ‚Nikola‘ eingespielte Hauptdarstellerduo reißen es raus.